# Ronaldo Folegatti
Ronaldo Folegatti (* 30. April 1958 in Rio de Janeiro) ist ein brasilianischer Komponist und Gitarrist. 

## Biografie
Der brasilianische Komponist, Produzent und Gitarrist Ronaldo Folegatti begann als 10-Jähriger, die Gitarre zu spielen.
Folegatti lebte 15 Jahre in Berlin, Deutschland, wo er mit zahlreichen Musikern der Berliner Szene spielte, wie Frank Lüdecke, Hendrik Meurkens, Walter Gauchel, Dudu Tucci, Topo Gioia, Rolo Rodriguez, Chico Mello, Jörg Behr, Lito Tabora, Zito Ferreira und Guilherme Castro.
Seine erste CD „Sounds of Watercolors“ erschien 1990 in Deutschland und 1991 in the USA. Sie kam schnell in viele Jazz-Radios und erreichte die Top 40 bei Gavin Report. Der Tonträger erhielt auch gute Kritiken von der Fachpresse einschließlich des amerikanischen Jazzmagazins Jazziz.
Seine zweite CD „Lust, Comics & Some Other Dreams“ entstand unter anderen unter Teilnahme des Trompeters Till Brönner und des Drummers Ronnie Stephenson.
Seit 1995 lebt Folegatti wieder in Brasilien, wo er weiterhin instrumentale CDs, aber auch solche mit Gesangsnummern produziert, die in einer Mischung von brasilianischer Musik, Jazz und etwas Pop angelegt sind.

## Diskografie
- Sounds of Watercolors – AH Records (1990) Deutschland und Blue Orchid (1990) USA
- Lust, Comics & some other Dreams – AH Records (1992) Deutschland und Blue Orchid (1992) USA
- Mazy Tales – Folegatti Music (2000) Brasilien
- Anjos & Estrelas – Folegatti Music (2000) Brasilien
- Histórias de Beijos – Folegatti Music (2002) Brasilien
- Jamming! – Apria (2005) USA